# Institut belge des services postaux et des télécommunications
L’Institut belge des services postaux et des télécommunications (IBPT) est un organisme public belge dont la mission consiste à réglementer et contrôler les services postaux et de télécommunications, notamment en prenant les dispositions nécessaires pour ce qui concerne la gestion du spectre, la numérotation et le respect de la concurrence. 
L’IBPT a été fondé en 1991 pour reprendre le rôle de régulateur autrefois attribué à la Régie des Télégraphes et des Téléphones à la suite de la privatisation de cette dernière. Il fait partie de l’IRGIS.

## Rôles
- Réguler le marché des communications électroniques[1].
- Réguler le marché postal[1].
- Gérer le spectre électromagnétique des fréquences radio[1].
- Réguler la radiodiffusion sonore et télévisuelle de Bruxelles-capitale[1].
- Accomplir diverses missions d’intérêt public[1].
- Recevoir les notifications d'entreprises fournissant des services télécoms concernant des violations de données à caractère personnel[2].